# Aston Martin Victor
El Aston Martin Victor es un superdeportivo del fabricante de automóviles británico Aston Martin producido en 2020 en una sola unidad y basado en el Aston Martin One-77.

## Presentación
El Aston Martin Victor se presentó en el Concurso de Elegancia del Palacio de Hampton Court, en Inglaterra. Rinde homenaje a Victor Gauntlett, quien relanzó la marca en los años 1980 y la dirigió hasta 1991.

## Características técnicas
El superdeportivo se basa en el chasis monocasco One-77. Adopta una carrocería enteramente de fibra de carbono revestida en un color negro “Pentland Green” de los Aston de la década de 1970, mientras que su parrilla y faros redondos hacen eco de los Aston Martin de la era de Victor Gauntlett. La parte trasera recibe un alerón de cola de pato.

### Motorización
El Victor hereda el motor V12 de 7,3 litros del One-77, modificado por Cosworth y cuya potencia se incrementa hasta los 836  CV para un  par de 821 Nm. La potencia se envía a las ruedas traseras a través de una caja de cambios manual de seis velocidades.